# Psycho Park
Psycho Park (Liberty Meadows en VO) est une série de comic strip américaine créée en 1995 par Frank Cho, publiée dans les journaux par Creators Syndicate Inc., et à partir de 1999 en album par Insight Studios Group.
En France, la série est éditée par Vents d'Ouest de 2002 à 2005 dans une version colorisée, en album au format à l'italienne. En 2012, La série est rééditée sous son titre original par Canto Editions.

## Histoire
Liberty Meadows est un refuge pour animaux dont Brandy est la belle et douce psychologue et Frank le timide et maladroit vétérinaire. Ces deux-là s'aiment mais n'osent pas se l'avouer, d'autant qu'ils doivent composer avec leurs patients, des animaux complètement farfelus.
La série se déroule dans le Maryland, état où habite l'auteur, et celui-ci n'hésite pas à placer régulièrement des allusions aux équipes de sport locales ou aux bureaux de la NASA tout proches (sur les tee-shirts que portent les personnages par exemple).

## Personnages

### Les humains

#### Brandy Carter
La belle psychologue pour animaux. Belle brune aux yeux bleus d'un naturel calme et généreux, elle fait également preuve de courage face au danger. Le personnage est construit d'après Lynda Carter et deux filles du lycée fréquentées par Frank Cho.

#### Frank Mellish
Jeune homme petit, blond et portant des lunettes, Frank Mellish est le timide vétérinaire du refuge. Fou amoureux de Brandy, Frank n'ose pas lui déclarer son amour. Généralement, lorsqu'il s'apprête enfin à lui faire sa déclaration, les éléments se liguent contre lui. C'est par ailleurs un ardent collectionneur de figurines de Star Wars. On le voit également peindre des paysages à plusieurs reprises.

#### Jen
Jen est la colocataire de Brandy. Elle est ingénieur à la NASA, et considère les hommes comme des jouets avec lesquels elle s'amuse grâce à son physique avantageux. Elle et Frank auront une relation à partir du nº 29 de la série originale.

#### Julius
Julius est le fondateur et directeur du centre Psycho Park (le Liberty Meadows Animal Sanctuary en V.O.). Affublé de son éternel bob, Julius est un pêcheur acharné, en particulier lorsque sa némésis personnelle, le poisson-chat géant Khan, est dans les parages.

### Les animaux

#### Dean
Porc phallocrate, Dean boit, fume, et tente désespérément de jouer de son absence de charme sur les jeunes femmes qui fréquentent la taverne de Al. La vulgarité de ses répliques n'a d'égale que sa goujaterie. Il est pensionnaire au refuge pour désintoxication.

#### Ralph
Ralph est ours nain de cirque (Midget circus bear en VO) venu à Liberty Meadows parce que son propriétaire le violentait. Inventeur génial, il crée des inventions toujours plus folles (détecteur de fossile, traitement ADN pour la virilité, shampouineuse automatique - faite à partir d'un siège de w-c, machine temporelle...) qu'il n'hésite pas à essayer avec ou sur ses compagnons. Il traîne souvent avec Leslie, qui lui sert fréquemment d'assistant.

#### Leslie
La grenouille hypocondriaque grand amis de Ralph, ils sont inséparables. Outre son insistance à être soignée de maladies imaginaire et farfelue. Leslie se caractérise par une certaine mollesse et une grande naïveté, voire un esprit lent. Il est néanmoins très serviable et est capable de servir d'assistant tant à Ralph dans la conception de ses inventions qu'à Frank lors de ses opérations médicales.

#### Truman et Oscar
Le caneton et le basset. Oscar est, avec Khan, le seul animal du refuge à ne pas parler. C'est en tout cas celui qui agit le plus comme un vrai animal. Truman, lui, est caractérisé par son innocence et sa sensibilité enfantine. Il est très respectueux et ne s'adresse aux humains que par monsieur et madame.

#### Les autres animaux
Outre les personnages déjà décrits, d'autres animaux habitent au refuge ou hantent ses alentours. Certains apparaissent fort peu, ainsi Sheldon la tortue. D'autres ont un rôle plus étoffé, principalement en raison de gags récurrents dans lesquels ils sont impliqués, c'est le cas de Khan le poisson-chat géant ou de Mike le raton-laveur souffrant de TOC. Parmi ces personnages secondaires, celui de la vache folle est particulièrement remarquable.

### L'auteur et les personnages réels
L'auteur se met lui-même en scène sous la forme d'un chimpanzé. Malgré cette forme animale, il agit la majeure partie du temps comme un être humain normal. Il se met fréquemment en scène dans ses démêlés avec son éditeur ou lors de ses pannes d'inspiration. D'autres personnages réels sont susceptibles d'intervenir dans l'histoire. Certains sont tirés de la vie personnelle de l'auteur. On croise ainsi un certain Mike, présenté comme un ami pharmacien de Frank Cho - Mike écrira ultérieurement l'introduction du recueil Sundays Book one de 2012, recueil qui lui est par ailleurs dédié. D'autres personnages peuvent être plus connus. Par exemple, on voit Bill Clinton essayer maladroitement de rassurer le chien Oscar avant sa castration.

## Historique de publication
Il s'agit d'une refonte de la série University2, écrite et dessinée par Frank Cho lors de ses études universitaires et publiée dans le journal de son université.
Liberty Meadows a été publiée dans un certain nombre de journaux par le Creators Syndicate Inc. et recueillis en comics book par Insight Studios. En 2001, en partie à cause de la censure en provenance de ses éditeurs, Frank Cho quitte le Creators Syndicate et décide d'éditer la série directement en fascicule, Image Comics prenant en charge l'impression et la distribution.
Ce changement intervient entre les numéros 26 et 27 de la publication en fascicule. au numéros 36, la publication devient irrégulière et est suspendue à la suite du numéro 37, principalement en raison des nombreux travaux que l'auteur doit effectuer pour d'autres éditeurs, notamment Marvel Comics.

## Albums
Les premiers tomes sont parus chez Vents d'Ouest, sous le titre "psycho park" puis la publication a été annulée.
1. Bienvenue à Liberty Meadows, 2002[3].
2. La vengeance est un plat qui se mange froid, 2002.
3. Coup de filet à Liberty Meadows, 2003.
4. Tout feu tout flamme, 2003.
5. Les Fiançailles de Brandy, 2004.
6. Le Vvoyage transdimensionnel, 2005.

Canto Editions lance en 2011 une réédition intégrale fidèle au recueils américaine et reprenant le titre original Liberty Meadows. Ce projet est cependant interrompu après deux volumes.
1. Eden : Partie 1, 2011.
2. Eden : Partie 2, 2012.